# BARIG
Das BARIG (Board of Airline Representatives in Germany) ist die größte nationale Interessenvertretung von Fluggesellschaften, die in Deutschland tätig sind. Das BARIG wurde 1951 gegründet und ist seit dem 5. November 1993 ein eingetragener Verein mit Sitz in Frankfurt am Main.
Über 100 Fluggesellschaften sind Mitglieder von BARIG, von AirBridge Cargo über die Deutsche Lufthansa AG und Condor Flugdienst bis Windrose Air.
Der Vereinsvorsitz liegt bei dem Generalsekretär Michael Hoppe, einer Vorsitzenden und einem zwölfköpfigen 'Executive Committee', das alle 2 Jahre neu gewählt wird und aus den Mitgliedern der Fluggesellschaften aus verschiedenen Verkehrsgebieten besteht.
BARIG hat es sich zur Aufgabe gemacht, die gemeinsamen Interessen seiner Mitglieder gegenüber Kommunal-, Landes- und Bundespolitik, Flughäfen, Luftfahrtbehörden, Zollbehörden und der Deutschen Flugsicherung zu vertreten. Dabei steht die Verbesserung der wirtschaftlichen und operationellen Bedingungen der Mitglieder in Deutschland im Vordergrund, beispielsweise bezüglich Gesetzgebungsverfahren, Gebührenstrukturen oder Nachtflugregelungen. Für Schwerpunktthemen existieren diverse Arbeitsgruppen.
Beispiele für Aktivitäten des BARIG sind stetige Treffen mit deutschen Flughafenbetreibern, politische Treffen auf deutscher und europäischer Ebene beispielsweise in Berlin oder Brüssel und die ständige Präsenz von BARIG in verschiedenen die Luftfahrt betreffenden Foren.